# Mudather El Tahir
Mudather Eltaib Ibrahim El Tahir (tiếng Ả Rập: مدثر الطيب إبراهيم الطاهر; sinh ngày 23 tháng 7 năm 1988), hay Mudather Careca, là một tiền đạo bóng đá người Sudan thi đấu cho Al-Hilal ở Giải bóng đá ngoại hạng Sudan.

## Sự nghiệp
Tại Cúp bóng đá châu Phi 2012 anh ghi 2 bàn để giúp Sudan vào đến tứ kết.

## Danh hiệu
Cùng với Al-Hilal Club
- Giải bóng đá ngoại hạng Sudan
- Vô địch (7) 2005, 2009, 2010, 2012, 2014, 2016, 2017
- Cúp bóng đá Sudan
- Vô địch (3) 2009, 2011, 2016

Cùng với Đội tuyển bóng đá quốc gia Sudan
- Cúp CECAFA
- Vô địch (1) 2007

## Quốc tế

### Bàn thắng quốc tế
Tỉ số và kết quả liệt kê bàn thắng của Sudan trước.
| #  | Ngày                | Địa điểm                                 | Đối thủ        | Tỉ số | Kết quả | Giải đấu                                     |
| -- | ------------------- | ---------------------------------------- | -------------- | ----- | ------- | -------------------------------------------- |
| 1. | 28 tháng 3 năm 2009 | Sân vận động Al-Merrikh, Omdurman, Sudan | Mali           | 1–1   | 1–1     | Vòng loại giải vô địch bóng đá thế giới 2010 |
| 2. | 4 tháng 9 năm 2010  | Sân vận động Khartoum, Khartoum, Sudan   | Cộng hòa Congo | 1–0   | 2–0     | Vòng loại Cúp bóng đá châu Phi 2012          |
| 3. | 4 tháng 9 năm 2010  | Sân vận động Khartoum, Khartoum, Sudan   | Cộng hòa Congo | 2–0   | 2–0     | Vòng loại Cúp bóng đá châu Phi 2012          |
| 4. | 30 tháng 1 năm 2012 | Sân vận động Bata, Bata, Guinea Xích Đạo | Burkina Faso   | 1–0   | 2–1     | Cúp bóng đá châu Phi 2012                    |
| 5. | 30 tháng 1 năm 2012 | Sân vận động Bata, Bata, Guinea Xích Đạo | Burkina Faso   | 2–0   | 2–1     | Cúp bóng đá châu Phi 2012                    |
| 6. | 8 tháng 9 năm 2012  | Sân vận động Khartoum, Khartoum, Sudan   | Ethiopia       | 1–0   | 5–3     | Vòng loại Cúp bóng đá châu Phi 2013          |
| 7. | 7 tháng 6 năm 2013  | Sân vận động Al-Merrikh, Omdurman, Sudan | Ghana          | 1–1   | 1–3     | Vòng loại giải vô địch bóng đá thế giới 2014 |